# Soumaïla Tassembédo
Soumaïla Tassembédo (* 27. November 1983 in Péni, Obervolta, heute Burkina Faso) ist ein Fußballspieler aus dem westafrikanischen Staat Burkina Faso.
Er begann seine Karriere bei Étoile Filante Ouagadougou in der burkinischen Hauptstadt und wechselte 2004 zu Sheriff Tiraspol nach Moldawien. Seit 2008 ist er vereinslos, 2009 absolvierte er ein Probetraining bei Alemannia Aachen.
Tassembédo spielt für die Burkinische Fußballnationalmannschaft und nahm an  der Afrikameisterschaft 2002 sowie den Qualifikationsspielen zur WM 2010 in Südafrika teil.